# Distrito de Utco
El Distrito peruano de Utco es uno de los doce que conforman la Provincia de Celendín, ubicada en el Departamento de Cajamarca, bajo la administración del Gobierno regional de Cajamarca, en el norte del Perú. 

## Historia
El distrito fue creado mediante Ley n.º 12171 del 14 de diciembre de 1954, en el gobierno del presidente Manuel Odría.
El distrito tiene 1 350 habitantes aproximadamente. La capital es el poblado de Utco. El caserío de Limón es uno de los más poblados con un aproximado de 800 habitantes; también cuenta con los siguientes caseríos: Lucma, Lanche y Gelig.

## Autoridades

### Municipales
- 2023 - 2026[2]
  - Alcalde: Jose Wilson Ortiz Zamora, del Partido ....
  - Regidores:

  1. Regidor 1 (Partido 1)

Alcaldes anteriores
- 2019-2022: Jonni Abanto Pérez, del Partido Democrático Somos Perú.
- 2011-2014: Amner Aníbal Araujo Rojas, del Movimiento de Afirmación Social (MAS).
- 2007-2010: Oscar Mercedes Campos Díaz.

## Festividades
- Febrero: Carnavales.
- Mayo: Las Cruces.
- Junio: San Juan.